# Instituto Leibniz de Neurobiologia

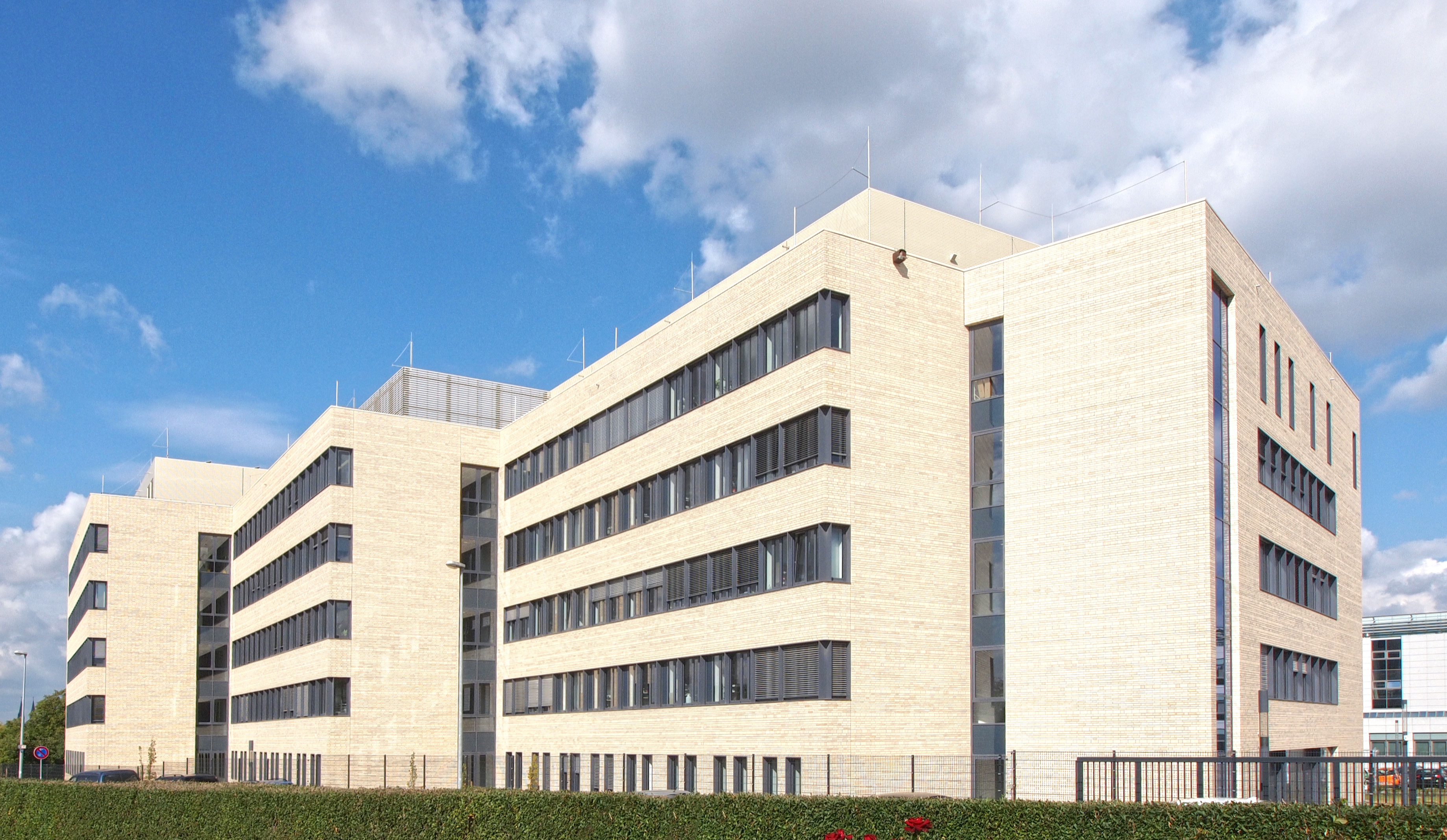
Instituto Leibniz

O Instituto Leibniz de Neurobiologia (em alemão: Leibniz-Institut für Neurobiologie)  é um instituto de pesquisa de neurociência localizado em Magdeburgo, Alemanha, com foco no aprendizado e na memória. O instituto foi fundado em 1992 e pertence à Associação Leibniz.